# إلسي بي. واشنطن
إلسي بي. واشنطن (بالإنجليزية: Elsie B. Washington)‏ (28 ديسمبر 1942 - 5 مايو 2009، نيويورك في الولايات المتحدة)؛ روائية أمريكية. درست في كلية مدينة نيويورك.